# Hrvanje slobodnim stilom
Hrvanje slobodnim stilom  stil je amaterskoga hrvanja, koji se prakticira širom svijeta. Zajedno s grčko-rimskim, jedan je od dva stila hrvanja koji su uvršteni na Olimpijske igre. Američko hrvanje u srednjim školama i koledžima odvija se po različitim pravilima i naziva se školsko i sveučilišno hrvanje.
Hrvanje slobodnim stilom, kao i sveučilišno hrvanje, vode porijeklo od „catch-as-catch-can” („uhvati kako možeš”) hrvanja. U oba stila krajnji cilj je bacanje i pribijanje protivnika na podlogu, što rezultira trenutnom pobjedom. Za razliku od grčko-rimskog, slobodno stilsko i sveučilišno hrvanje dopuštaju upotrebu hrvačevih ili protivnikovih nogu u napadu i obrani. Hrvanje slobodnim stilom objedinjuje tradicionalne tehnike hrvanja, džudoa i samboa.
Prema Svjetskoj hrvačkoj federaciji (eng. United World Wrestling - UWW), hrvanje slobodnim stilom jedno je od šest glavnih oblika amaterskoga natjecateljskoga hrvanja, koja se danas međunarodno prakticiraju. Ostalih pet oblika su: hrvanje grčko-rimskim stilom, zahvaćanje/potčinjivačko hrvanje, hrvanje na plaži, pankration, ališ/pojasno hrvanje i tradicionalno/narodno hrvanje. Izvršni odbor Međunarodnoga olimpijskoga odbora (MO0) preporučio je izostavljanje hrvanja kao sporta s Olimpijskih igara 2020., ali je odluku kasnije poništio.
Hrvanje je u SAD-u bio vrlo popularan sport, čak ga je prakticirala i nekolicina američkih predsjednika, npr.: George Washington, Zachary Taylor, Ulysses Grant, Andrew Johnson, Theodore Roosevelt, Abraham Lincoln, itd. Hrvanje slobodnim načinom prvi puta je predstavljeno na OI u St. Louisu 1904. godine.
Među najpoznatijim hrvačima slobodnim stilom su: Aleksandr Medved, Buvajsar Sajtijev, Sergej Beloglazov, Arsen Fadzajev i Valentin Jordanov. Najuspješnije nacije su: Rusija, SAD, Turska i Iran.
Do sada najbolji rezultati za Hrvatsku u hrvanju slobodnim stilom su: srebra Josipa Čorka i Marija Miketeka na Mediteranskim igrama 1967. odnosno 1997. 

## Galerija
- Hrvanje slobodnim stilom
- Prizor s OI 1984.
- Detalj s natjecanja
- Medalja s motivom hrvanja slobodnim stilom